# Egopathie
Als Egopathie bezeichnet man in der Psychologie entweder das Auftreten schizophrener Zustandsbilder oder verbal-aggressives Verhalten. Der Begriff wurde in den 1960er Jahren von Karl Peter Kisker geprägt. Der Begriff wird in der Fachliteratur nicht einheitlich verwendet.
In der ersten Bedeutung umfasst er eine große Gruppe von Zustandsbildern, die zwar zur Schizophrenie zählen, jedoch nicht zu den Kernschizophrenien gehören. Beispiele sind vorübergehende schizophrene Zustände oder periodische Krisen. Ziel des Begriffs ist es, die stigmatisierende Wirkung der Diagnose Schizophrenie zu vermeiden.
Die zweite Bedeutung beschreibt verbale Aggressionen von Psychopathen, die damit ihren eigenen Wert durch das Herabsetzen anderer bestätigen.